# Oscar 1941
A 13ª cerimônia de entrega dos Academy Awards (ou Oscars 1941), apresentada pela Academia de Artes e Ciências Cinematográficas, premiou os melhores atores, técnicos e filmes de 1940 no dia 27 de fevereiro de 1941, em Los Angeles e teve  como mestres de cerimônias Bob Hope. A categoria de Melhor Roteiro Original foi introduzida nesta cerimônia.
Pela primeira vez, os nomes de todos os vencedores permaneceram em segredo até o momento em que receberam seus prêmios, uma prática que se manteve desde então. Franklin D. Roosevelt fez um discurso direto de rádio de seis minutos para os presentes a partir da Casa Branca. Foi a primeira vez que um presidente americano participou do evento.
O drama Rebecca foi premiado na categoria mais importante: melhor filme.

## Indicados e vencedores
| Melhor Filme - Rebecca – David O. Selznick para a Selznick International e United Artists - All This, and Heaven Too – Jack Warner, Hal B. Wallis e David Lewis para a Warner Bros. - Foreign Correspondent – Walter Wanger para a Walter Wanger Productions e United Artists - The Grapes of Wrath – Darryl F. Zanuck e Nunnally Johnson para a 20th Century Fox - The Great Dictator – Charles Chaplin para a Charlie Chaplin Productions e United Artists - Kitty Foyle – David Hempstead para a RKO Radio - The Letter – Hal B. Wallis para a Warner Bros. - The Long Voyage Home – John Ford para a Argosy Films, Walter Wanger Productions e United Artists - Our Town – Sol Lesser para a Sol Lesser Productions e United Artists - The Philadelphia Story – Joseph L. Mankiewicz para a Metro-Goldwyn-Mayer | Melhor Diretor - John Ford – The Grapes of Wrath - George Cukor – The Philadelphia Story - Alfred Hitchcock – Rebecca - Sam Wood – Kitty Foyle - William Wyler – The Letter |
| Melhor Ator/Actor (Principal) - James Stewart – The Philadelphia Story - Charlie Chaplin – The Great Dictator - Henry Fonda – The Grapes of Wrath - Raymond Massey – Abe Lincoln in Illinois - Laurence Olivier – Rebecca | Melhor Atriz/Actriz (Principal) - Ginger Rogers – Kitty Foyle - Bette Davis – The Letter - Joan Fontaine – Rebecca - Katharine Hepburn – The Philadelphia Story - Martha Scott – Our Town |
| Melhor Ator/Actor Coadjuvante/Secundário - Walter Brennan – The Westerner - Albert Bassermann – Foreign Correspondent - William Gargan – They Knew What They Wanted - Jack Oakie – The Great Dictator - James Stephenson – The Letter | Melhor Atriz/Actriz Coadjuvante/Secundária - Jane Darwell – The Grapes of Wrath - Judith Anderson – Rebecca - Ruth Hussey – The Philadelphia Story - Barbara O'Neil – All This, and Heaven Too - Marjorie Rambeau – Primrose Path |
| Melhor Roteiro/Argumento - Original - The Great McGinty – Preston Sturges - Foreign Correspondent – Charles Bennett e Joan Harrison - Dr. Ehrlich's Magic Bullet – Norman Burnstine, Heinz Herald e John Huston - The Great Dictator – Charles Chaplin - Angels Over Broadway – Ben Hecht | Melhor Roteiro/Argumento - Adaptado - The Philadelphia Story – Donald Ogden Stewart por The Philadelphia Story (peça) de Philip Barry - The Grapes of Wrath – Nunnally Johnson por As Vinhas da Ira de John Steinbeck - The Long Voyage Home – Dudley Nichols por The Moon of the Caribees, In the Zone, Bound East for Cardiff e The Long Voyage Home de Eugene O'Neill - Rebecca – Robert E. Sherwood e Joan Harrison por Rebecca (livro) de Daphne du Maurier - Kitty Foyle – Dalton Trumbo por Kitty Foyle (livro) de Christopher Morley |
| Melhor História Original - Arise, My Love – Benjamin Glazer e John S. Toldy - Edison, the Man – Hugo Butler e Dore Schary - The Westerner – Stuart N. Lake - My Favorite Wife – Leo McCarey, Samuel Spewack e Bella Spewack - Comrade X – Walter Reisch | Melhores Efeitos Especiais |
| Melhor Curta-metragem em Uma Bobina - Quicker'n a Wink – Pete Smith e Metro-Goldwyn-Mayer - London Can Take It! – Warner Bros. - More About Nostradamus – Metro-Goldwyn-Mayer - Siege – RKO Radio | Melhor Curta-metragem em Duas Bobinas - Teddy, the Rough Rider – Warner Bros. - Eyes of the Navy – Metro-Goldwyn-Mayer - Service with the Colors – Warner Bros. |
| Melhor Trilha Sonora/Banda Sonora - Tin Pan Alley – Alfred Newman - Irene – Anthony Collins - Our Town – Aaron Copland - Hit Parade of 1941 – Cy Feuer - The Sea Hawk – Erich Wolfgang Korngold - Spring Parade – Charles Previn - Second Chorus – Artie Shaw - Strike Up the Band – Georgie Stoll e Roger Edens - Arise, My Love – Victor Young | Melhor Canção original - "When You Wish upon a Star" por Pinocchio – Música de Leigh Harline; Letra de Ned Washington - "Down Argentine Way" por Down Argentine Way – Música de Harry Warren; Letra de Mack Gordon - "I'd Know You Anywhere" por You'll Find Out – Música de Jimmy McHugh; Letra de Johnny Mercer - "It's a Blue World" por Music in My Heart – Música e Letra de Chet Forrest e Bob Wright - "Love of My Life" por Second Chorus – Música de Artie Shaw; Letra de Johnny Mercer - "Only Forever" por Rhythm on the River – Música de James V. Monaco; Letra de Johnny Burke - "Our Love Affair" por Strike Up the Band – Música e Letra de Roger Edens e Arthur Freed - "Waltzing in the Clouds" por Spring Parade – Música de Robert Stolz; Letra de Gus Kahn - "Who Am I?" por Hit Parade of 1941 – Música de Jule Styne; Letra de Walter Bullock |
| Melhor Trilha Sonora/Banda Sonora Original - Pinocchio – Leigh Harline, Paul Smith e Ned Washington - Our Town – Aaron Copland - The Fight for Life – Louis Gruenberg - The Howards of Virginia – Richard Hageman - The Long Voyage Home – Richard Hageman - One Million B.C. – Werner R. Heymann - The Mark of Zorro – Alfred Newman - The Thief of Bagdad – Miklós Rózsa - The House of the Seven Gables – Frank Skinner - The Letter – Max Steiner - Waterloo Bridge – Herbert Stothart - Rebecca – Franz Waxman - My Favorite Wife – Roy Webb - The Great Dictator – Meredith Willson - Arizona – Victor Young - Dark Command – Victor Young - North West Mounted Police – Victor Young | Melhor Mixagem/mistura de Som - Strike Up the Band – Douglas Shearer - Too Many Husbands – John P. Livadary - The Howards of Virginia – Jack Whitney - Captain Caution – Elmer Raguse - North West Mounted Police – Loren L. Ryder - Behind the News – Charles L. Lootens - Kitty Foyle – John O. Aalberg - Our Town – Thomas T. Moulton - The Grapes of Wrath – Edmund H. Hansen - Spring Parade – Bernard B. Brown - The Sea Hawk – Nathan Levinson |
| Melhor Direção de Arte/Preto & Branco - Pride and Prejudice – Cedric Gibbons e Paul Groesse - Arizona – Lionel Banks e Robert Peterson - The Westerner – James Basevi - Lillian Russell – Richard Day e Joseph C. Wright - Arise, My Love – Hans Dreier e Robert Usher - My Son, My Son! – John DuCasse Schulze - Foreign Correspondent – Alexander Golitzen - The Sea Hawk – Anton Grot - Dark Command – John Victor Mackay - The Boys from Syracuse – John Otterson - My Favorite Wife– Van Nest Polglase e Mark-Lee Kirk - Our Town – Lewis J. Rachmil - Rebecca – Lyle R. Wheeler | Melhor Direção de Arte/Colorido - The Thief of Bagdad – Vincent Korda - Down Argentine Way – Richard Day e Joseph C. Wright - North West Mounted Police – Hans Dreier e Roland Anderson - Bitter Sweet – Cedric Gibbons e John S. Detlie |
| Melhor Cinematografia/Fotografia/Preto & Branco - Rebecca – George Barnes - The Letter – Tony Gaudio - All This, and Heaven Too – Ernest Haller - Abe Lincoln in Illinois – James Wong Howe - Arise, My Love – Charles Lang - Foreign Correspondent – Rudolph Maté - Boom Town – Harold Rosson - Waterloo Bridge – Joseph Ruttenberg - The Long Voyage Home – Gregg Toland - Spring Parade – Joseph Valentine | Melhor Cinematografia/Fotografia/Colorido - The Thief of Bagdad – Georges Périnal - Bitter Sweet – Oliver T. Marsh e Allen Davey - The Blue Bird – Arthur C. Miller e Ray Rennahan - North West Mounted Police – Victor Milner e W. Howard Greene - Down Argentine Way – Leon Shamroy e Ray Rennahan - Northwest Passage – Sidney Wagner e William V. Skall |
| Melhor Edição/Montagem - North West Mounted Police – Anne Bauchens - Rebecca – Hal C. Kern - The Letter – Warren Low - The Grapes of Wrath – Robert L. Simpson - The Long Voyage Home – Sherman Todd | Melhor Animação em Curta-metragem - The Milky Way – Rudolf Ising, Fred Quimby e Metro-Goldwyn-Mayer - Puss Gets the Boot – Metro-Goldwyn-Mayer - A Wild Hare – Leon Schlesinger e Warner Bros. |

### Prêmios Especiais[2]
- A Bob Hope, em reconhecimento aos seus serviços altruístas à Indústria do Cinema.
- Ao Coronel Nathan Levinson, por seu destacado serviço à indústria e ao Exército durante os últimos nove anos, que possibilitou a atual mobilização eficiente das instalações da indústria cinematográfica para a produção de Filmes de Treinamento do Exército.

### Múltiplas indicações
- 11 indicações: Rebecca
- 7 indicações: The Grapes of Wrath e The Letter
- 6 indicações: Foreign Correspondent, The Long Voyage Home, Our Town e The Philadelphia Story
- 5 indicações: The Great Dictator, Kitty Foyle e North West Mounted Police
- 4 indicações: Arise, My Love, The Sea Hawk, Spring Parade e The Thief of Bagdad
- 3 indicações: All This, and Heaven Too, Down Argentine Way, My Favorite Wife, Strike Up the Band e The Westerner
- 2 indicações: Abe Lincoln in Illinois, Arizona, Bitter Sweet, The Blue Bird, Boom Town, The Boys From Syracuse, The Dark Command, Hit Parade of 1941, The Howards of Virginia, One Million B.C., Pinocchio, Second Chorus e Waterloo Bridge